# Renault R.S.20
La Renault R.S.20 è una vettura da Formula 1 realizzata dalla Renault F1 Team per prendere parte al Campionato mondiale di Formula 1 2020.

## Livrea

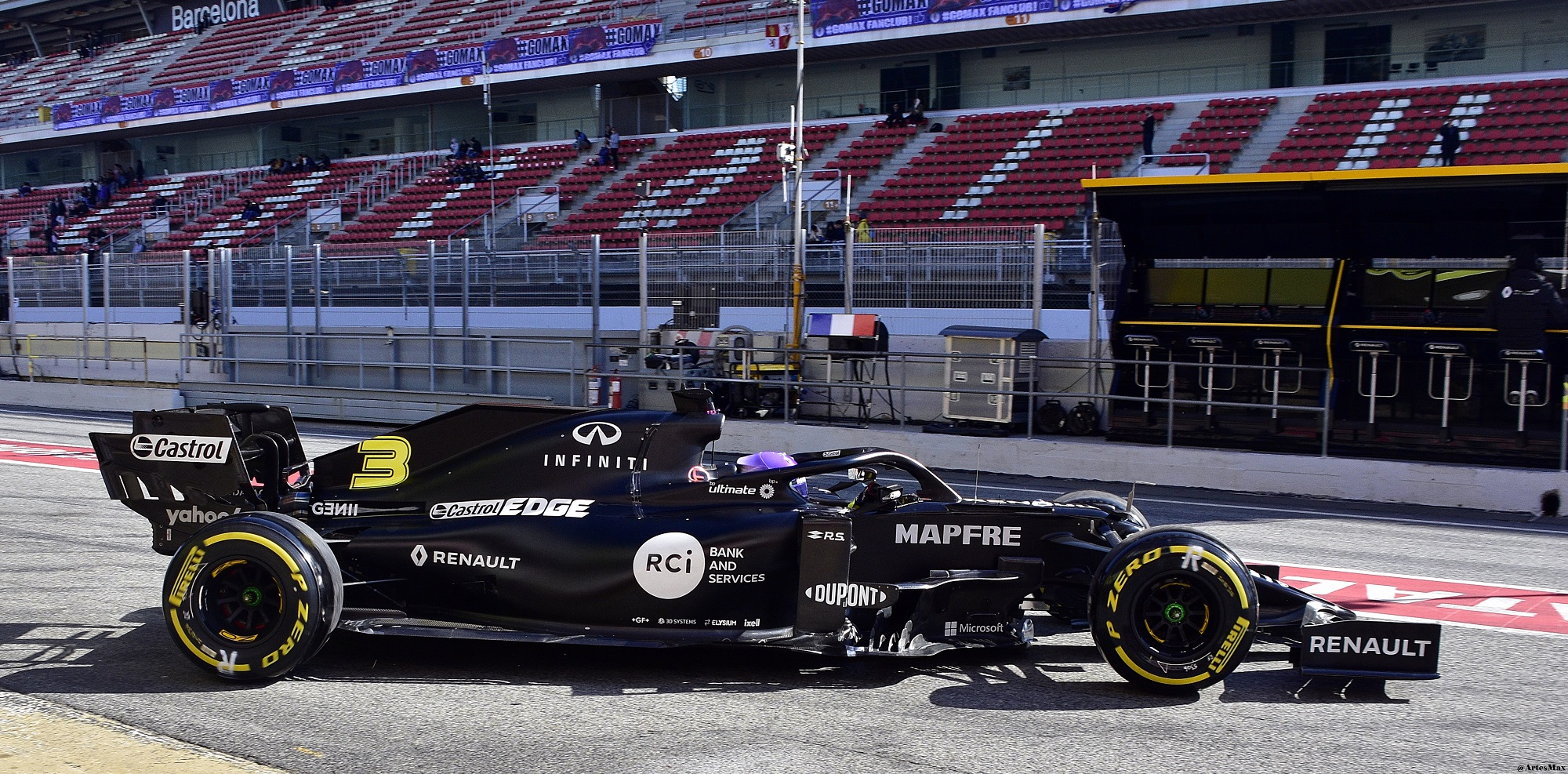
La R.S.20 di Daniel Ricciardo, ancora in livrea non definitiva, durante i test prestagionali a Barcellona.

La livrea, presentata a Melbourne, rimane pressoché quella della R.S.19, con la conferma dei colori tradizionali, nero e giallo. La differenza più notevole è l'ala posteriore, che da gialla è diventata nera. Agli sponsor si aggiunge DP World, il cui logo è presente sia sull'ala anteriore che su quella posteriore. Il brand legato alla logistica è entrato anche a far parte del nome del team, che ora si chiama Renault DP World F1 Team.

## Caratteristiche
Il più grande cambiamento rispetto alla vettura dell'anno precedente deve essere ricercata nella parte anteriore della monoposto, dove la scuderia francese abbandona la filosofia costruttiva che caratterizzava il team dalla stagione 2017: tale cambiamento porta la vettura ad avvicinarsi all'avantreno reso vincente dalla vetture costruite da Mercedes ed abbracciato successivamente da altre monoposto.

## Carriera agonistica

### Test
I piloti chiamati a guidare la vettura durante le sei differenti giornate di test sono i due piloti titolari per la stagione, il rientrante Esteban Ocon ed il confermato Daniel Ricciardo. Nella prima giornata i piloti si classificano settimo ed ottavo, con l'australiano che precede il compagno di squadra. Durante la seconda giornata, Ricciardo si piazza terzo con un tempo di 1'17"749, mentre Ocon dodicesimo davanti al solo Bottas. La terza ed ultima giornata della prima sessione di test vede vede nuovamente il team al terzo posto, questa volta con il pilota francese; Ricciardo si piazza settimo. La prima giornata della seconda sessione vede i piloti concentrarsi sulla mescola di gomma C2. Il giorno successivo Ocon si piazza ottavo con mescola morbida C4, mentre Ricciardo undicesimo con gomme medie C3. L'ultima giornata si conclude con Daniel Ricciardo nuovamente terzo con un tempo di 1'16"276, a soli ottanta millesimi dalla prima posizione; Ocon chiude sesto.

### Stagione
Anche nel 2020 c'è una novità nella line-up dei piloti: il francese Esteban Ocon, al rientro da titolare in F1 dopo una stagione da collaudatore in Mercedes e Racing Point, sostituisce il tedesco Nico Hülkenberg al fianco del confermato Daniel Ricciardo. L'11 marzo, in occasione della presentazione della livrea della nuova Renault R.S.20, viene annunciata la collaborazione con la società degli Emirati Arabi Uniti DP World, che diviene il nuovo title sponsor del team, ufficialmente rinominato Renault DP World F1 Team.
Il 2020 si dimostra nettamente migliore rispetto alla stagione precedente, soprattutto per merito di Ricciardo. La stagione si apre con un ritiro al Gran Premio d'Austria da parte dell'australiano quando si trovava in zona punti mentre il compagno Esteban Ocon termina la gara all'ottavo posto, segnando i primi punti per la scuderia francese. Nei successivi due Gran Premi è Daniel Ricciardo a portare a punti la scuderia con sede ad Estone grazie a 2 ottavi posti. Al Gran Premio di Gran Bretagna il pilota di Perth ottiene un brillante quarto posto con il compagno di squadra che giunge al traguardo in sesta posizione. 
Dopo 2 Gran Premi dove l'unico piazzamento in zona punti è l'ottavo posto di Ocon al Gran Premio del 70º Anniversario, Ricciardo mette a segno 11 piazzamenti consecutivi in zona punti tra cui il Gran Premio del Belgio, al termine del quale giunge quarto, siglando anche il giro veloce con Ocon che giunge al traguardo ottenendo un brillante quinto posto, oltre al quarto posto ottenuto al Gran Premio della Toscana nuovamente dal pilota australiano. Al Gran Premio dell'Eifel Ricciardo giunge sul podio dopo 2 anni di astinenza personale e vi riporta la scuderia transalpina a distanza di 9 anni dal suo ultimo podio ottenuto al Gran Premio della Malesia 2011 da Nick Heidfeld. Dopo questa serie di risultati, il pilota australiano si trova al quarto posto nella classifica piloti. Al Gran Premio del Portogallo i 2 piloti piazzano le rispettive monoposto in zona punti con l'ottavo posto di Ocon e il nono di Ricciardo. Al Gran Premio dell'Emilia-Romagna è nuovamente Daniel Ricciardo a regalare il secondo podio stagionale alla scuderia raggiungendo il terzo posto; Ocon è invece costretto al ritiro.
Nel finale di stagione la scuderia francese conferma l'ottimo stato di forma, raggiungendo senza difficoltà la zona punti con entrambe le monoposto; il miglior risultato dell'anno arriva nel Gran Premio di Sakhir, dove Ocon, approfittando d'una gara rocambolesca, conquista la seconda posizione. La Renault non riesce però a sopravanzare McLaren e Racing Point, e deve accontentarsi della quinta posizione finale in classifica costruttori; nella classifica piloti Ricciardo è quinto, Ocon dodicesimo.

## Piloti
| Piloti ufficiali     | Piloti ufficiali | Piloti ufficiali |
| Nazione              | Nome             | Numero           |
| -------------------- | ---------------- | ---------------- |
| Australia (bandiera) | Daniel Ricciardo | 3                |
| Francia (bandiera)   | Esteban Ocon     | 31               |
| Piloti di riserva    |                  |                  |
| Nazione              | Nome             | Numero           |
| Cina (bandiera)      | Guanyu Zhou      | 46               |
| Russia (bandiera)    | Sergej Sirotkin  | 35               |

## Risultati in Formula 1
| Anno | Team    | Motore  | Gomme | Piloti    |     |     |    |   |    |    |   |   |     |   |     |   |     |    |   |   |   | Punti | Pos. |
| ---- | ------- | ------- | ----- | --------- | --- | --- | -- | - | -- | -- | - | - | --- | - | --- | - | --- | -- | - | - | - | ----- | ---- |
| 2020 | Renault | Renault | P     | Ricciardo | Rit | 8   | 8  | 4 | 14 | 11 | 4 | 6 | 4   | 5 | 3   | 9 | 3   | 10 | 7 | 5 | 7 | 181   | 5º   |
| 2020 | Renault | Renault | P     | Ocon      | 8   | Rit | 14 | 6 | 8  | 13 | 5 | 8 | Rit | 7 | Rit | 8 | Rit | 11 | 9 | 2 | 9 | 181   | 5º   |

| Legenda | 1º posto     | 2º posto | 3º posto    | A punti         | Senza punti/Non class.  | Grassetto – Pole position Corsivo – Giro più veloce |
| Legenda | Squalificato | Ritirato | Non partito | Non qualificato | Solo prove/Terzo pilota | Grassetto – Pole position Corsivo – Giro più veloce |